# Collier d'Harmonie

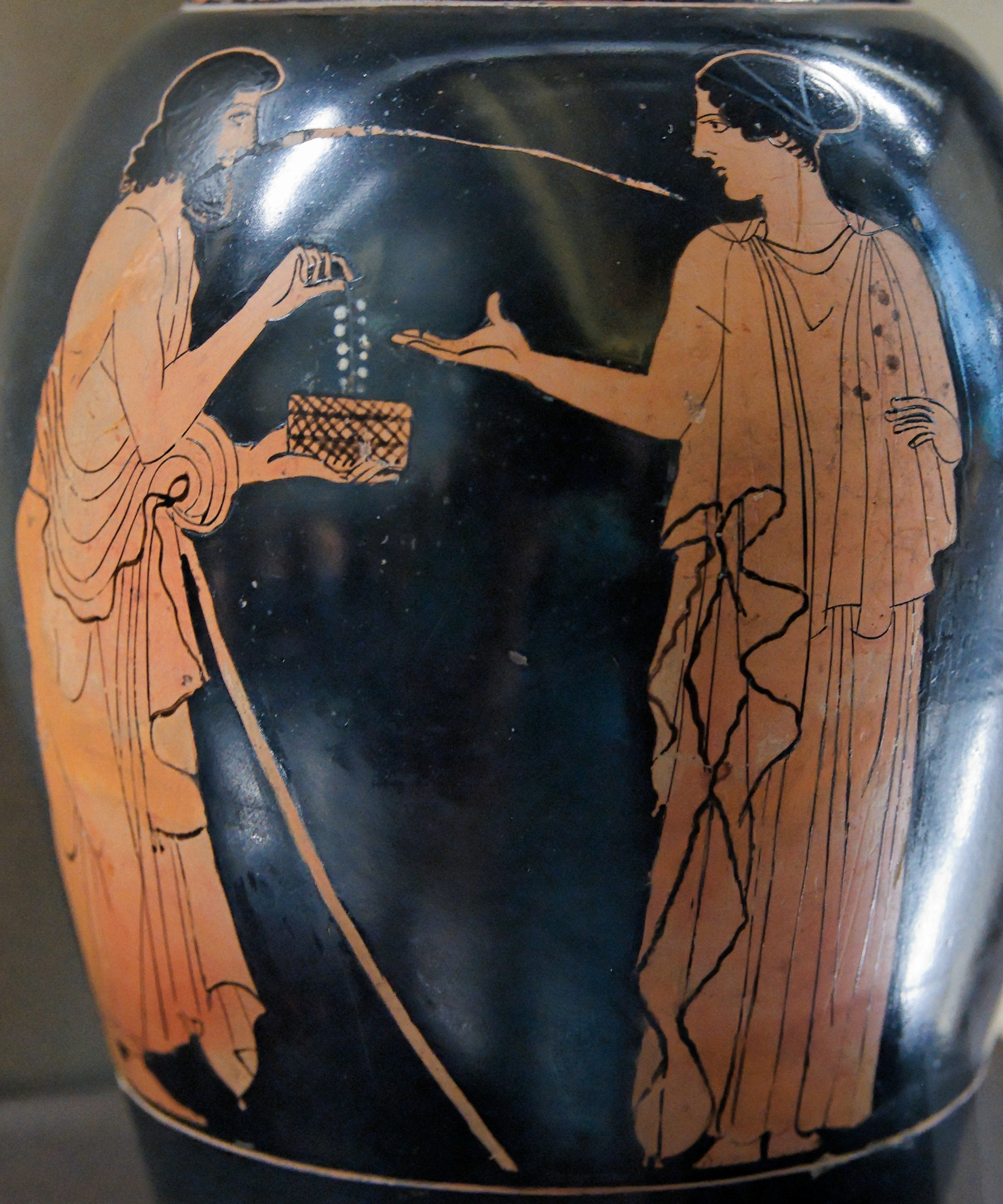
Polynice offrant à Ériphyle le collier d'Harmonie, œnochoé attique du Peintre de Mannheim, vers 450--440, musée du Louvre.

Dans la mythologie grecque, le collier d'Harmonie est un présent de Cadmos, roi de Thèbes, à son épouse Harmonie, fille d'Arès et d'Aphrodite. Il joue ensuite un rôle fatal dans l'histoire de Thèbes.

## Mythe
Zeus donna pour épouse à Cadmos (roi de Thèbes) Harmonie, fille d'Arès et d'Aphrodite, et tous les dieux assistèrent à la noce. Pour l'occasion, Harmonie reçut de nombreux présents. Héphaïstos avait réalisé, à la demande de Cadmos, un collier qu'il lui donna lui-même, tandis que les Charites lui offrirent un péplos. Le collier passa de mains en mains, entraînant pour ses propriétaires successifs de funestes destins. Chaque femme le portant avait jeunesse et beauté éternelles mais était condamnée au malheur.
Ainsi, Polydore, fils de Cadmos et Harmonie, remit le collier à son fils Labdacos. Laïos, son fils, en hérita. C'est l'épouse de ce dernier, Jocaste, qui le porta. Mais à la mort de Laïos, elle épousa son propre fils, Œdipe, de qui elle aura quatre enfants, deux garçons Étéocle et Polynice, et deux filles, Antigone et Ismène. Le collier devint alors la parure d'Argie, fille d'Adraste et épouse de Polynice, qui avait reçu le bijou de sa mère et qui l'offrit à sa femme en cadeau de noces.
Polynice, en désaccord avec son frère Étéocle pour la succession au trône de Thèbes, réunit autour de lui plusieurs héros afin de lui reprendre la ville, et notamment Amphiaraos marié à Ériphyle, que Polynice soudoie avec le collier d'Harmonie afin qu'elle persuade le héros de prendre part à la guerre des sept chefs.
Sachant qu'aucun des Sept, à l'exception d'Adraste, n'en reviendrait vivant, Amphiaraos part à regret, non sans avoir auparavant ordonné à ses enfants de venger sa mort en tuant leur mère et en organisant une seconde expédition contre Thèbes. Il attaque Thèbes mais il est repoussé, et, alors qu'il s'enfuit, il est englouti dans un gouffre que la foudre de Zeus avait ouvert dans le sol.
Après la défaite des Sept chefs qui périssent devant Thèbes, Argie va avec Antigone, sa belle-sœur, rendre à Polynice les derniers devoirs et est, comme elle, mise à mort par ordre de Créon.
Sur l'ordre de son père Amphiaraos, Alcméon prit la tête de la seconde expédition, nommée expédition des Épigones, il s'empara de Thèbes. À son retour, toujours pour exécuter les ordres de son père, il vengea ce dernier en tuant sa propre mère (selon certaines sources, le parricide précéda l'expédition) : à cause de ce meurtre, il fut poursuivi de lieu en lieu par les Érinyes. À Psophis, en Arcadie, il fut en partie purifié par Phégée, dont il épousa la fille, Arsinoé (ou Alphésibée). C'est à elle qu'il donna le collier d'Harmonie qu'il avait récupéré sur le corps de sa mère, Ériphyle, après l'avoir tuée.
Mais la terre devint stérile et Alcméon partit à la recherche d'un pays où le soleil n'avait jamais brillé lorsqu'il assassina sa mère. Il le trouva sur une île nouvellement surgie à l'embouchure de l'Achéloos, entre l'Acarnanie et l'Étolie. C'est là qu'il épousa Callirrhoé, une fille d'Achéloos. Elle aussi lui demanda le collier d'Harmonie et Alcméon l'obtint de Phégée sous un prétexte fallacieux. Mais les frères d'Arsinoé lui tendirent une embuscade et le tuèrent, puis ils enfermèrent leur sœur dans un coffre parce qu'elle protestait, et ils la vendirent comme esclave.
Acarnan et Amphotéros, les fils d'Alcméon et de Callirrhoé, vengèrent leur père en tuant Phégée et ses fils. Le collier fatal fut consacré à Apollon à Delphes.
Une tradition tardive dit qu'il avait été volé par un Phocidien lorsque la Phocide était en guerre contre Philippe II de Macédoine, et qu'il avait porté malheur au voleur.

## Sources
- Pseudo-Apollodore, Bibliothèque [détail des éditions] [lire en ligne] (III, 7, 5-7).
- Ovide, Métamorphoses [détail des éditions] [lire en ligne] (IX, 410 et suiv.).